# Dusona angustifrons
Dusona angustifrons là một loài tò vò trong họ Ichneumonidae.